# Schatz von Borowo
Der Schatz von Borowo (bulgarisch Боровско съкровище) ist ein thrakischer Silberschatz, der in der Nähe des nordbulgarischen Borowo gefunden wurde. Der Schatz wird heute im Historischen Museum in Russe aufbewahrt.
Der Schatz von Borowo wurde 1974 zufällig in einer thrakischen Hügelnekropole gefunden. Er besteht aus fünf Gefäßen aus Silber, bei denen Teile vergoldet sind, die eine luxuriöse Trinkgarnitur bilden. Drei davon sind Trinkhörner (Rhyta), die in Protomen von Pferd, Stier und Sphinx enden. Das vierte Gefäß ist eine große zweihenkelige Schale, in deren Mittelmedaillon ein Reh, das von einem Greifen angefallen wird, dargestellt ist. Auf dem fünften Gefäß, einer Kanne, sind die Mysterien des Dionysos im Relief wiedergegeben. Thematisch wird die ganze Garnitur zusammengehalten durch den Efeurankenschmuck auf zweien der Gefäße und durch die einzelnen Szenen, die miteinander im Zusammenhang stehen.
Auf drei der Gefäße befindet sich die griechische Inschrift ΚΟΤΥΟΣ ΕΤ ΒΕΟΥ. Diese wird entweder als Name eines Goldschmiedes Etbeos, der diese Stücke für Kotys gefertigt hat und dessen Name auf zwei weiteren Phialen aus Thrakien belegt sei, oder als Kotys aus (der Stadt) Beos gelesen. Kotys wird mit dem odrysischen König Kotys I. identifiziert. Da der Fundort im Gebiet der Geten liegt, wird vermutet, dass es sich um ein Geschenk des Kotys an einen Herrscher der Geten handelt.

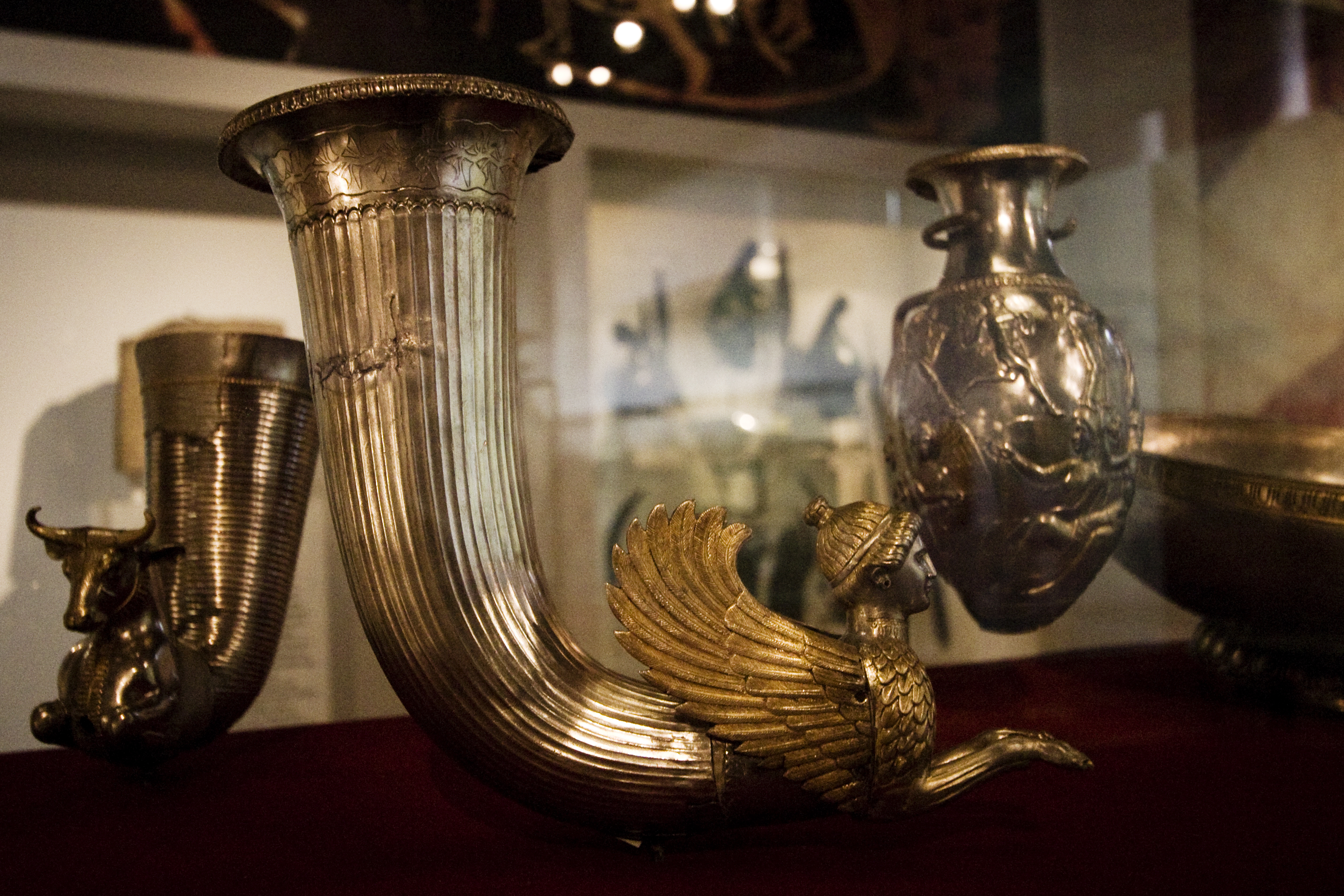
Der Schatz von Borowo
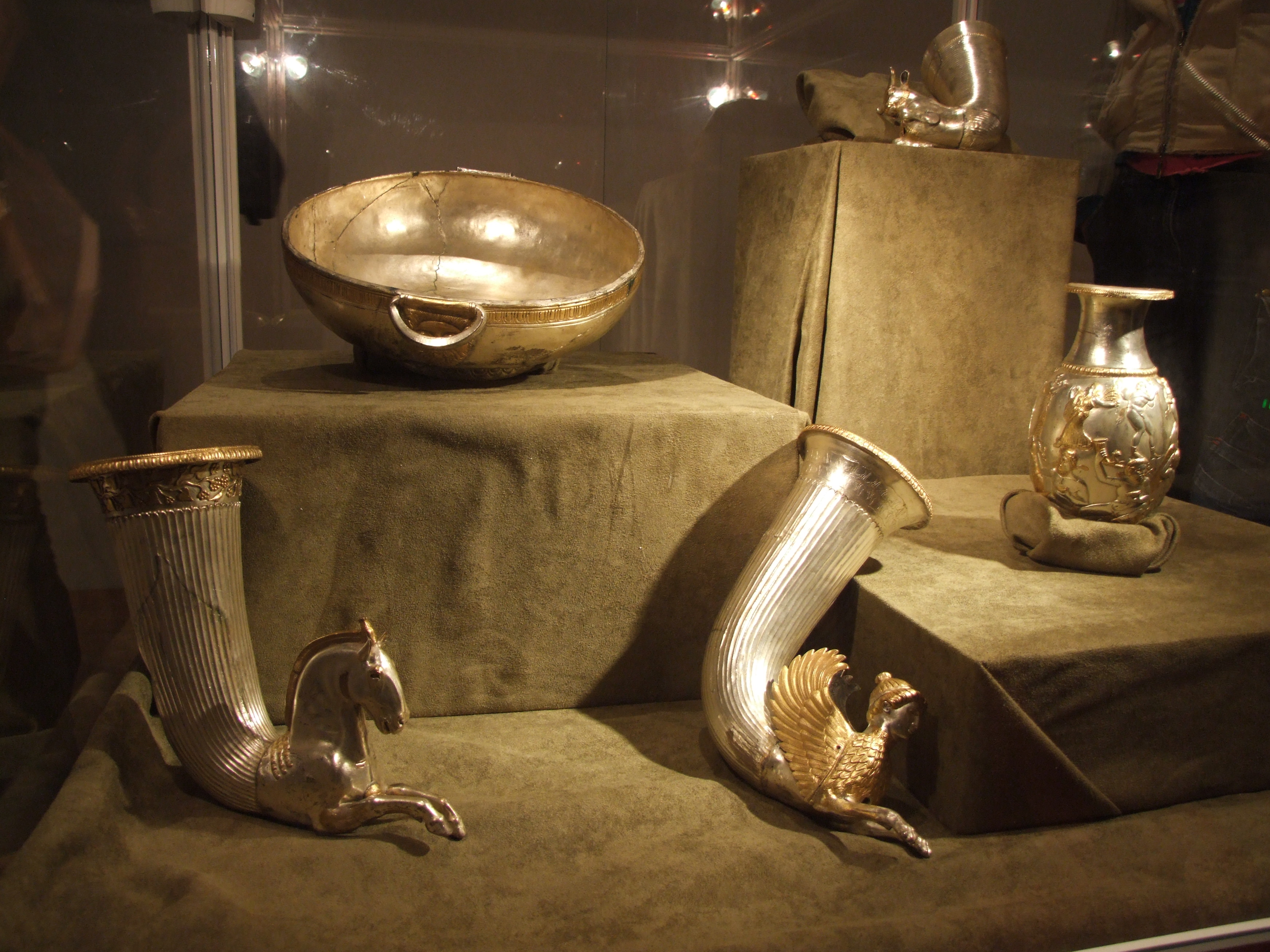
Der Schatz von Borowo
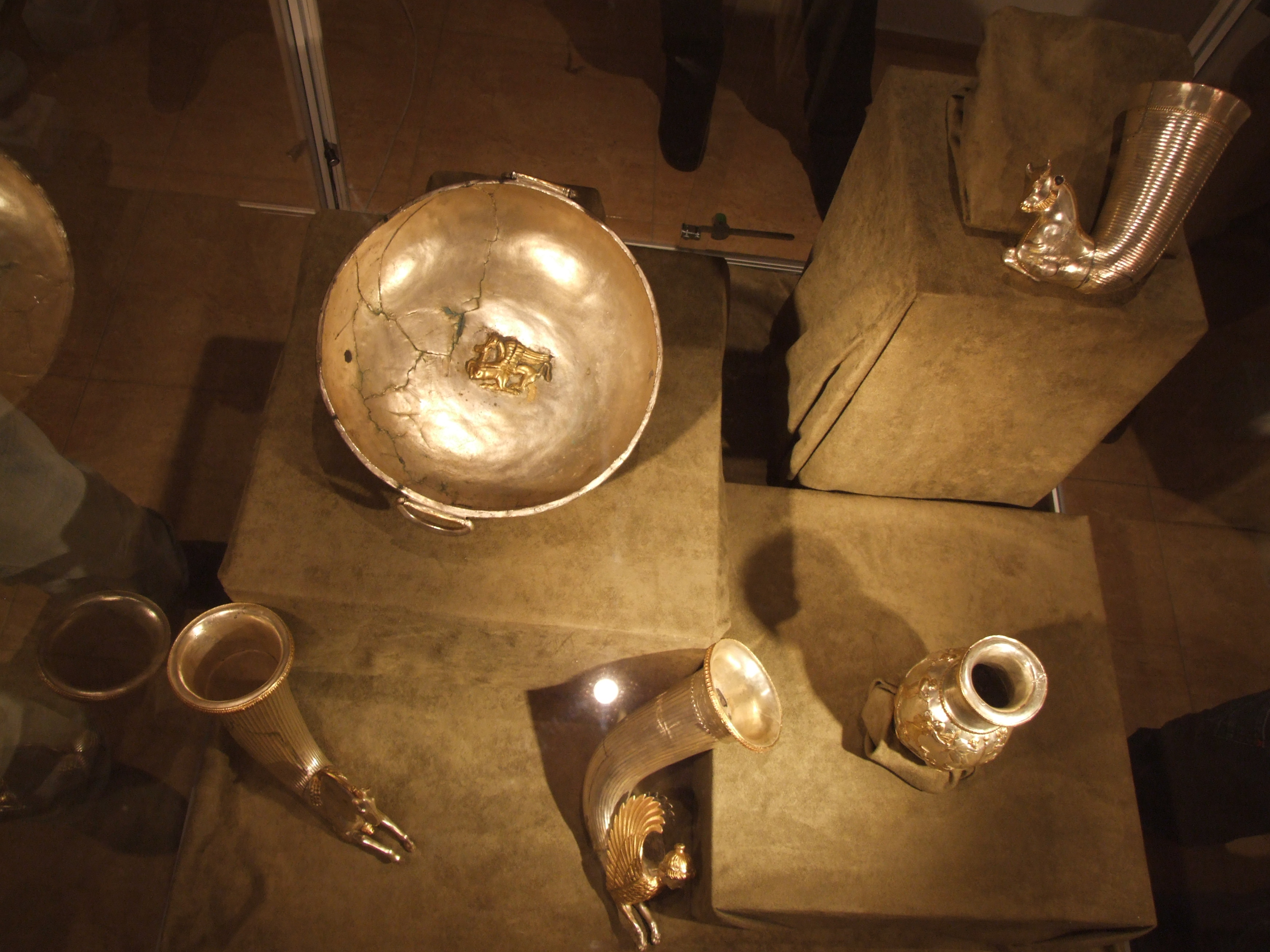
Der Schatz von Borowo
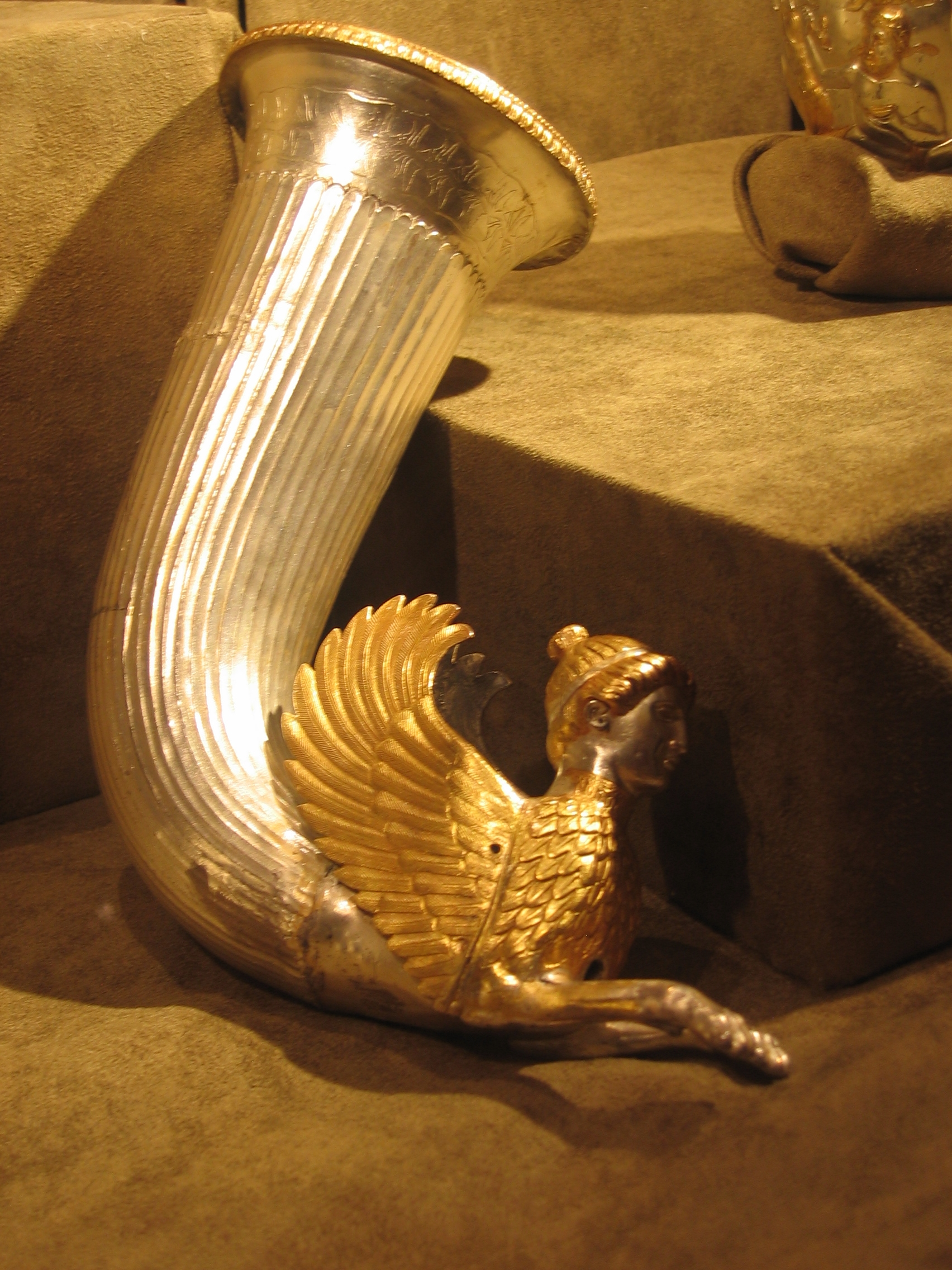
Sphinxrhython aus dem Schatz von Borowo
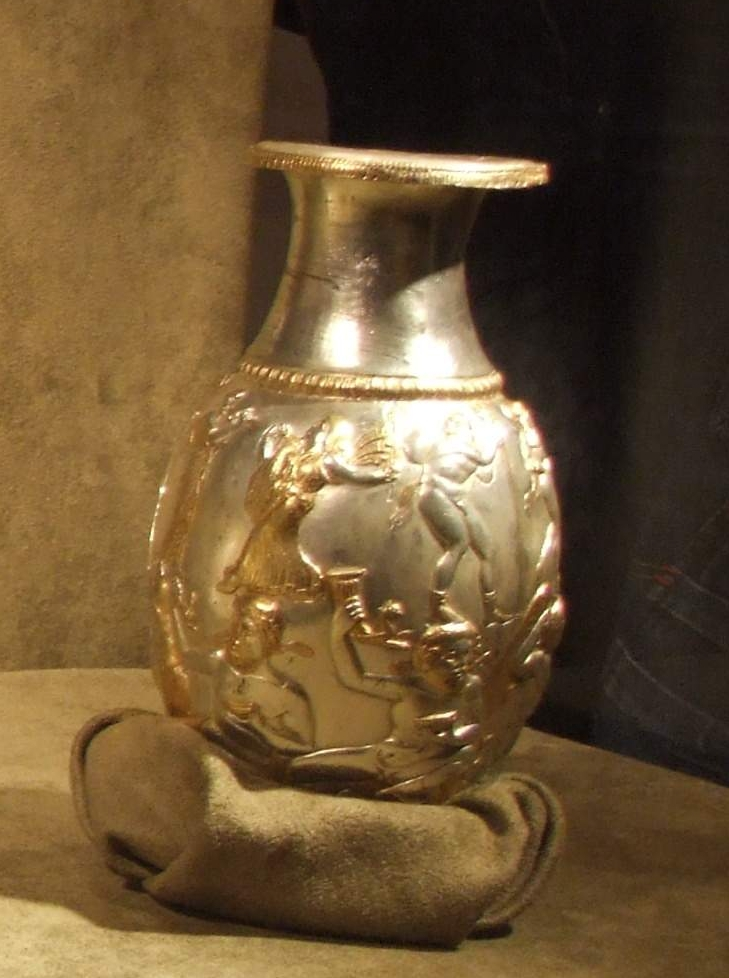
Kanne aus dem Schatz von Borowo